# Peter Kaufmann (Bergführer, 1858)

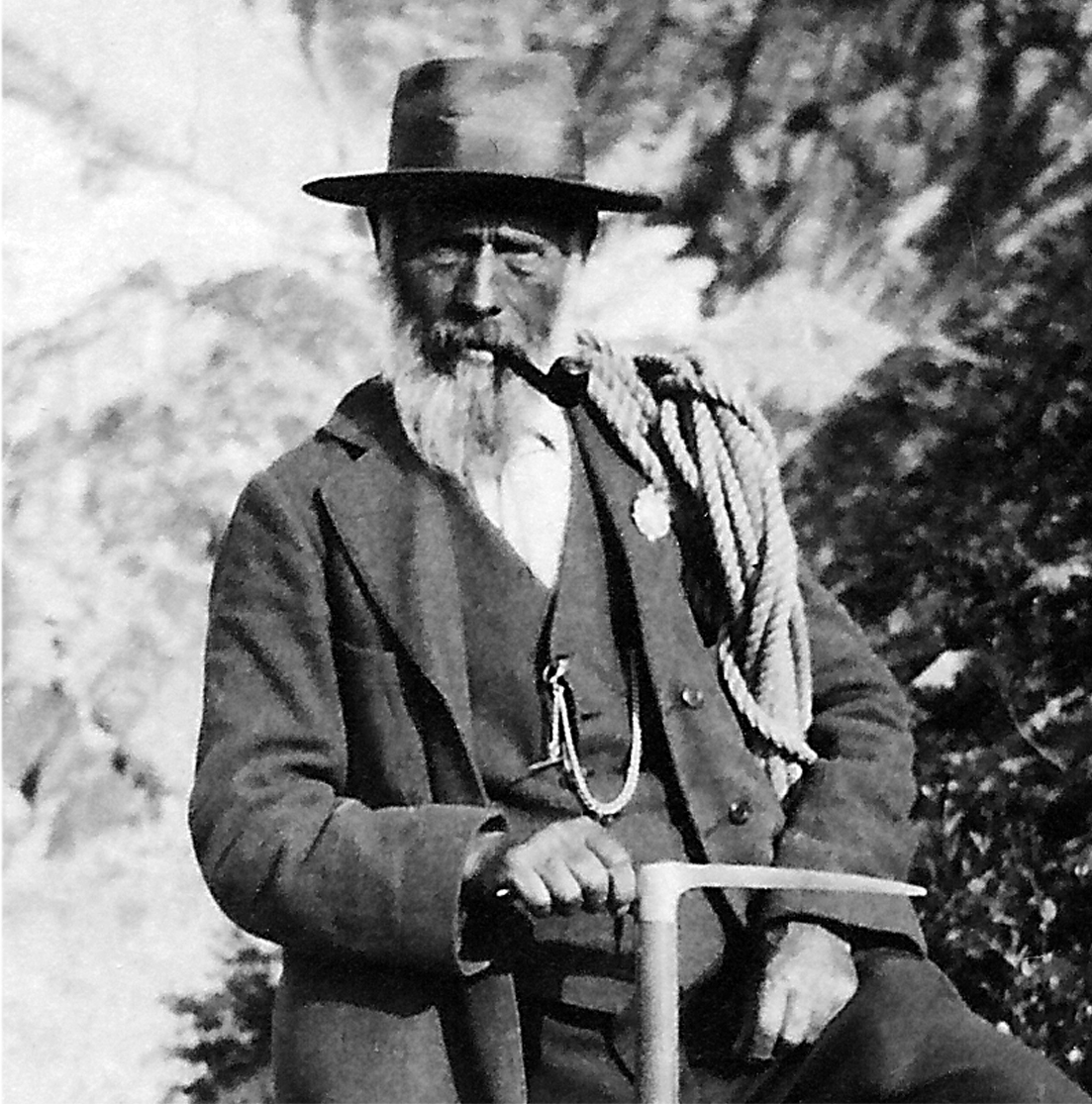
Peter Kaufmann mit Bergführerabzeichen, um 1914

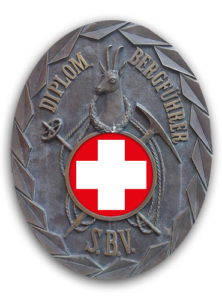
Bergführerabzeichen

Peter Kaufmann (* 17. Januar 1858 in Grindelwald; † 14. Oktober 1924 ebenda) war ein Schweizer Bergführer während der Silbernen Ära des Alpinismus (1865–1882), die auf das Goldene Zeitalter folgte.

## Leben
Peter Kaufmann wurde als Sohn des Bergführers Peter («Grabi Peter», 1832–1903) und der Katherina geborene Jaggi im Graben in Grindelwald geboren. Er hatte zwölf Geschwister; seine Halbbrüder wurden ebenfalls Bergführer.
Von klein auf hütete Kaufmann Kühe und Ziegen an steilen Hängen. Sein Vater brachte ihm das Klettern bei, das «Lesen» der Felswände, des Schnees, des Eises und des Wetters. 19-jährig erwarb er das Trägerzertifikat. Auf Bergtouren mit erfahrenen Führern, darunter auch sein Vater, trug er schwere Lasten wie Proviant, Leitern und Fotoausrüstung, konnte aber auch praktische Klettererfahrung sammeln.
Zur Qualifikation als lizenzierter Bergführer musste er eine strenge Ausbildung und eine Prüfung absolvieren. Die theoretische Ausbildung umfasste die Geographie der Berge sowie die Gefahren von Schnee, Eis, Gletschern und Fels. Ein Bergführer hatte die Bergwelt der Berner Alpen im Detail zu kennen. Sowohl das Wissen, wie Unfälle vermieden werden können, wie auch das Verhalten in solchen Situationen wurde vorausgesetzt. Die praktische Ausbildung betraf die Erste Hilfe sowie die Behandlung und den Transport eines Verletzten. Bei der Kletterprüfung musste er seine Kenntnis der Routen, der Aufstiegszeiten, der Lage von Gipfeln und Pässen, der Verwendung des Kompasses und von Karten sowie den Umgang mit Seilen und Eispickeln (Stufenschlagen) unter Beweis stellen. Er musste zeigen, dass er das Zeug zu einem verantwortungsbewussten Betreuer für die Kletterer, die sich ihm anvertrauten, hatte und sich in den Berghütten vorbildlich verhielt.
Im März 1879 wurde Kaufmann von der Bezirkshauptmannschaft Interlaken als staatlich geprüfter Bergführer zugelassen. Er erhielt die Bergführerlizenz und ein ledergebundenes «Führerbuch», in das seine zukünftigen Kunden ihre Kommentare schreiben konnten. Nach seiner 45-jährigen Karriere enthielt sein «Führerbuch» auf 224 Seiten eine chronologische Auflistung all seiner Besteigungen und die Zeugnisse seiner Kunden, die er über Gletscher, Berge und auf Gipfel geführt hatte. Die Kommentare im «Führerbuch» wurden jährlich von einer offiziellen Behörde auf ihre Qualität überprüft. Die Einträge enthielten Einzelheiten zu jeder Besteigung: die Routen, die Bergnamen, die Zeit der Besteigung, das Wetter, die Qualitäten des Führers (Englischkenntnisse, freundlicher Gastgeber, guter Koch und freundlicher Gastgeber in der Berghütte) und die denkwürdigen Ereignisse.

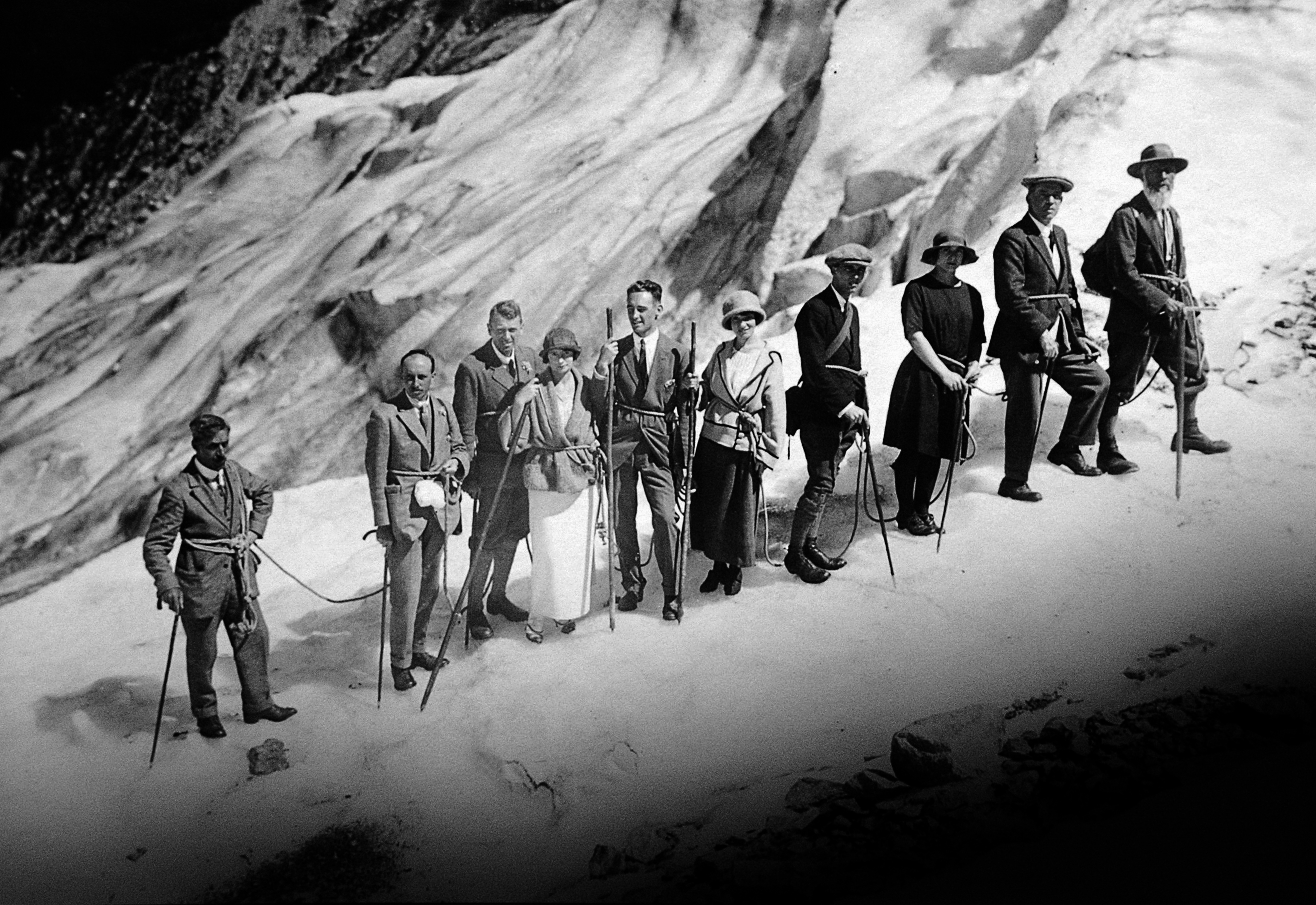
Führung auf dem Grindelwaldgletscher um 1920

In den Anfangsjahren begleitete Peter als zweiter Bergführer seinen Vater; als Erwachsener führte er Bergsteiger mit seinen Brüdern, darunter seine Halbbrüder, Hans (1874–1930) und Rudolf (geboren 1875), sowie Christian Kaufmann (1872–1939). Laut seinem «Führerbuch» bestieg er neben dem Wetterhorn über hundert Mal die Jungfrau, viele Male Schreckhorn, Finsteraarhorn und Eiger sowie Gipfel in den kanadischen Rocky Mountains und in den Selkirk Mountains. 1907 und 1908 arbeitete Kaufmann als Bergführer für den Alpine Club of Canada (ACC) und die Canadian Pacific Railways (CPR).
Seine Kunden zu Beginn des 20. Jahrhunderts waren Amateure, erfahrene Bergsteiger und mehrere Berühmtheiten. Sie kamen in der Regel aus dem gehobenen Bürgertum, aus verschiedenen Berufen und hatten unterschiedliche Gründe für die Besteigung (Abenteuer, anspruchsvolle Besteigungen, Naturschönheit, wissenschaftliche oder fotografische Interessen).
Am 3. Januar 1885 hatte Peter Kaufmann Maria Elise von Allmen aus Stechelberg geheiratet, mit der er neun Kinder hatte. Seinen Söhnen Peter (1886–1971) und Fritz (1902–1978) brachte er ebenfalls das Klettern bei.